# Diméthylsulfoxyde
Le diméthylsulfoxyde noté aussi DMSO est un solvant polaire organosulfuré, aprotique, de formule C2H6OS.
Il se présente comme un liquide incolore, qui dissout à la fois des composés polaires et non-polaires, et qui est miscible dans une large gamme de solvants organiques, ainsi que dans l'eau. Il pénètre très facilement et rapidement la peau avant de diffuser dans tout l'organisme, ce qui explique qu'une personne en ayant reçu sur la peau peut ensuite rapidement ressentir un goût d'ail dans la bouche.

## Histoire
Il aurait été synthétisé pour la première fois en 1866 par le chimiste russe Alexandre Zaïtsev, qui a décrit cette expérience en 1867. Le diméthylsulfoxyde est aujourd'hui un produit secondaire de l'industrie papetière ; issu de la production de pâte à papier à partir de bois (papier de type Kraft).

## Utilisations

### Dans l'industrie et la chimie

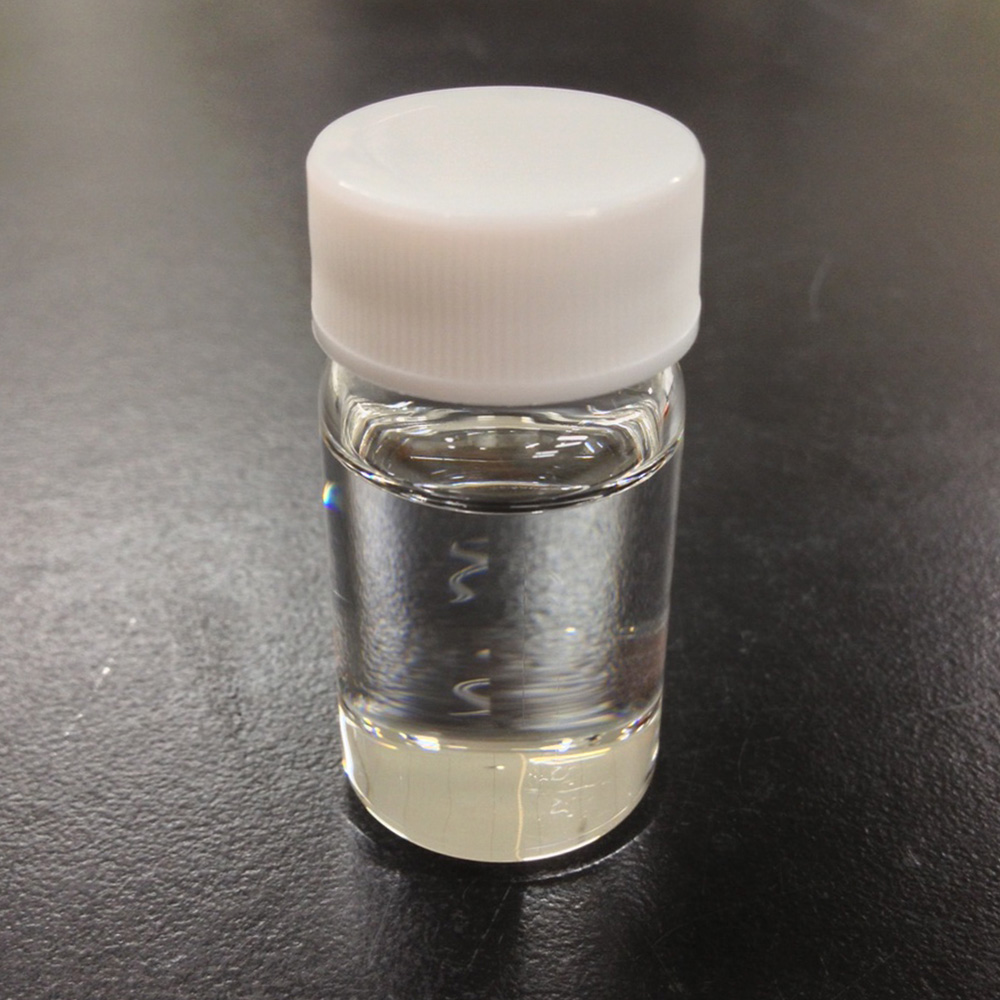
Diméthylsulfoxyde.

Il est utilisé en chimie et en pharmaceutique pour sa capacité à solubiliser de nombreux composés organiques, mais également des sels du fait de sa forte polarité.
Il est utilisé comme dégraissant industriel.

### Utilisation médicale
Dilué de 5 à 20 %, il est utilisé comme agent cryoprotecteur lors de la congélation de cellules, organes ou gamètes.
Il présente également des propriétés anesthésiques et anti-bactériennes.
Le DMSO est également utilisé dans certains cas pour soulager les patients atteints d'amylose inflammatoire, malgré des effets secondaires importants (nausées, mauvaise haleine due au soufre).
Il est utilisé comme liniment en médecine vétérinaire pour le traitement d'entorses et de douleurs musculaires.
On l’étudie actuellement sous forme purifiée (en vue de l’administration orale, intraveineuse ou cutanée) pour voir s’il peut favoriser le transport des médicaments dans les cellules et ainsi augmenter l’efficacité de ces derniers dans le traitement de certaines maladies.
Les études sur les animaux ont révélé qu’il avait un effet immunosuppresseur ; on étudie actuellement la possibilité de l’utiliser dans le traitement des maladies auto-immunes. La FDA a approuvé l’emploi du DMSO, dilué à 50 % et injecté dans la vessie pour traiter une forme d’inflammation vésicale chronique, rare et opiniâtre (cystite interstitielle).

## Propriétés physico-chimiques
En tant que solvant aprotique polaire, le diméthylsulfoxyde est aussi un produit entraînant une plus grande absorption des toxines par les pores de la peau lorsqu'il est mis en contact avec celles-ci.

## Production et synthèse
La production industrielle de DMSO consiste en l'oxydation catalytique du sulfure de diméthyle en présence d'oxygène ou de dioxyde d'azote,. Sans catalyseur, la réaction est possible à une pression de 7,2 MPa et à 105 °C avec un rendement supérieur à 90 %.

## Toxicité

### Pour le système nerveux
Il a été mis en évidence que l'injection de DMSO dans l'humeur vitrée, même à de faibles doses — 1 % v/v soit une concentration finale de 0,1 % — induisait une apoptose des cellules ganglionnaires de la rétine.
Alors qu'à des concentrations plus fortes (>10 %), le DMSO conduit à la formation de pores dans la membrane plasmique, à plus faibles doses, il inhiberait la respiration mitochondriale.
Ceci conduirait à une augmentation de la concentration intracellulaire en {\displaystyle {\ce {Ca^2+}}} suivit d'une externalisation des phosphatidylsérines.
S'ensuivrait une oligomérisation de la protéine Bax induisant une perméabilisation de la mitochondrie permettant la sortie du facteur inducteur de l'apoptose (AIF) (en), l'activation de PARP et finalement la mort cellulaire.
Étant donné l'usage généralisé du DMSO comme solvant en biologie, et l’idée selon laquelle il n'est pas toxique en dessous de 10 %, les auteurs de l'étude recommandent d'utiliser des méthodes de substitutions pour distribuer des composés aux cellules nerveuses ; si cela n'est pas possible, d'utiliser des concentrations inférieures à 1 % et d'ajouter un contrôle sans solvant afin d’évaluer la toxicité du DMSO.

#### Effets neurodéveloppementaux
Parce qu'il est utilisé comme agent cryoprotecteur lors des greffes de moelle osseuse ou d'organes, notamment chez l'enfant, une équipe de recherche s'est intéressée à la toxicité potentielle du DMSO lors du développement du système nerveux central.
Les auteurs de l'étude ont injecté du DMSO à des souris durant leur développement postnatal — correspondant à la période de vulnérabilité chez l'humain située entre le troisième trimestre de grossesse et les premières années de la vie postnatale.
Ils mettent alors en évidence un phénomène d'apoptose dans de nombreuses régions cérébrales.
Sept jours après la naissance, au pic de la sensibilité, même la dose la plus faible (0,3 mg/kg) a un effet significatif ; sur des neurones en culture, une concentration de 0,5 % induit de l'apoptose.
Les auteurs concluent en comparant l'effet du DMSO à celui d'une exposition prénatale à l'alcool, et suggèrent que ce composé conduirait également à des altérations des capacités d’apprentissage et de mémorisation.